# لورا هوب كروز
لورا هوب كروز (بالإنجليزية: Laura Hope Crews)‏ هي ممثلة أمريكية، ولدت في 12 ديسمبر 1879 في سان فرانسيسكو في الولايات المتحدة، وتوفيت في 12 نوفمبر 1942 في نيويورك في الولايات المتحدة بسبب قصور كلوي.

## أعمال

### أفلام
- (1937) اعتراف
- (1939) ذهب مع الريح[5][6]
- (1941) قدم واحدة في الجنة[7][8]

## وصلات خارجية
- لورا هوب كروز على موقع IMDb (الإنجليزية)
- لورا هوب كروز على موقع ألو سيني (الفرنسية)
- لورا هوب كروز على موقع أول موفي (الإنجليزية)
- لورا هوب كروز على موقع قاعدة بيانات برودواي على الإنترنت (الإنجليزية)
- لورا هوب كروز على موقع قاعدة بيانات الأفلام السويدية (السويدية)
- لورا هوب كروز على موقع قاعدة بيانات الفيلم (الإنجليزية)
- لورا هوب كروز على موقع كينوبويسك (الروسية)